# Amsonia tomentosa
Amsonia tomentosa là một loài thực vật có hoa trong họ La bố ma. Loài này được Torr. & Frém. mô tả khoa học đầu tiên năm 1845.

## Hình ảnh

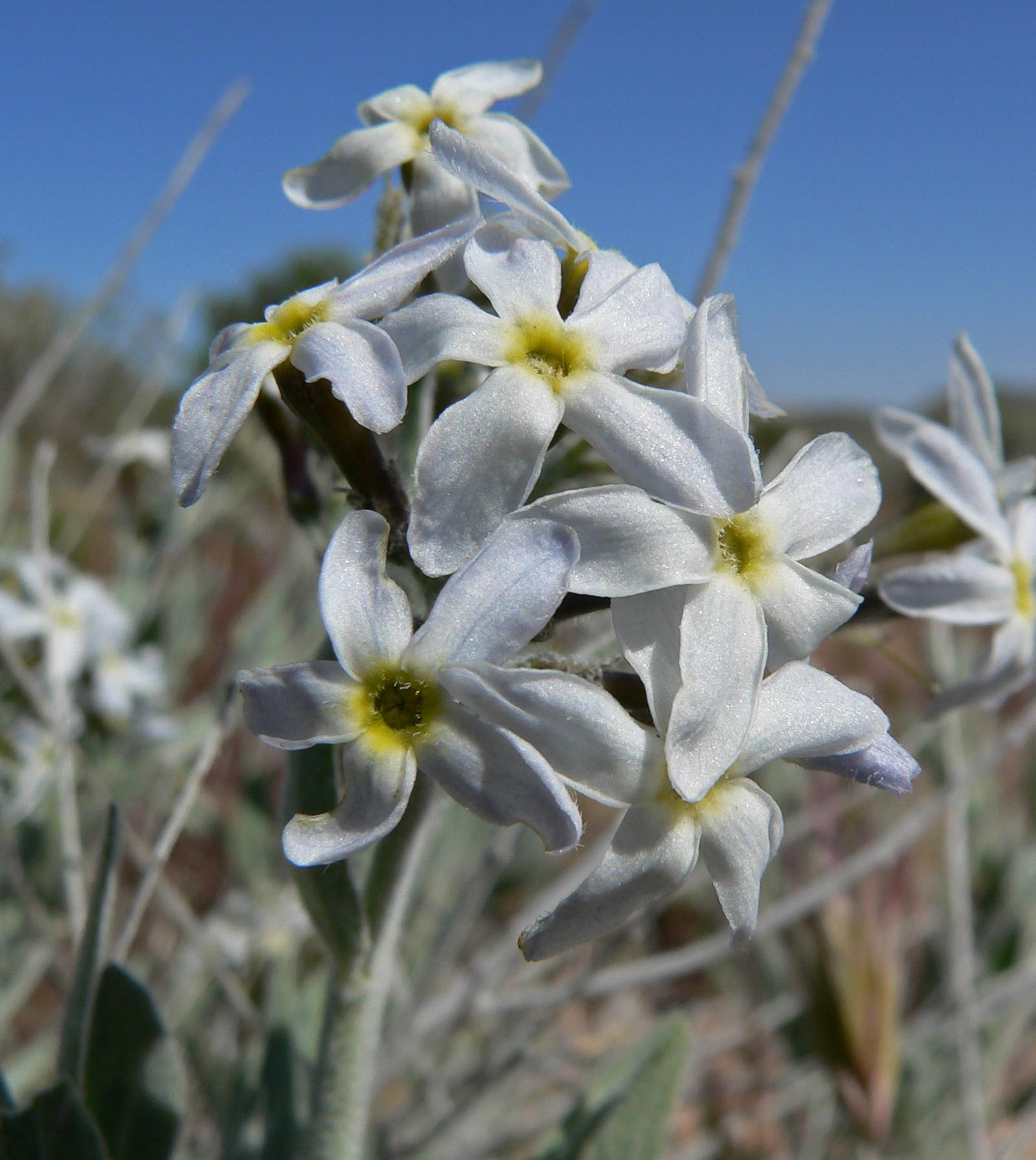
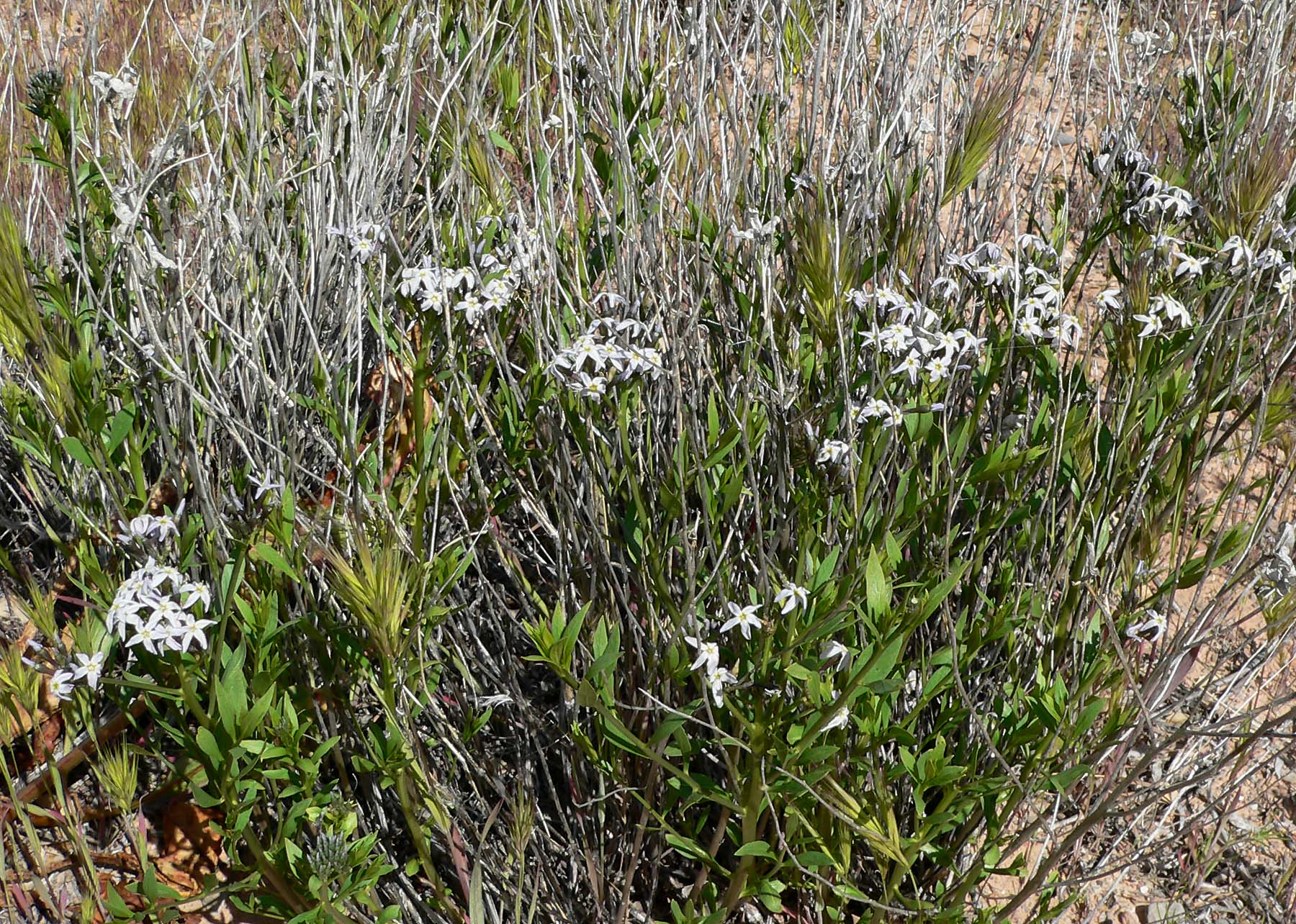
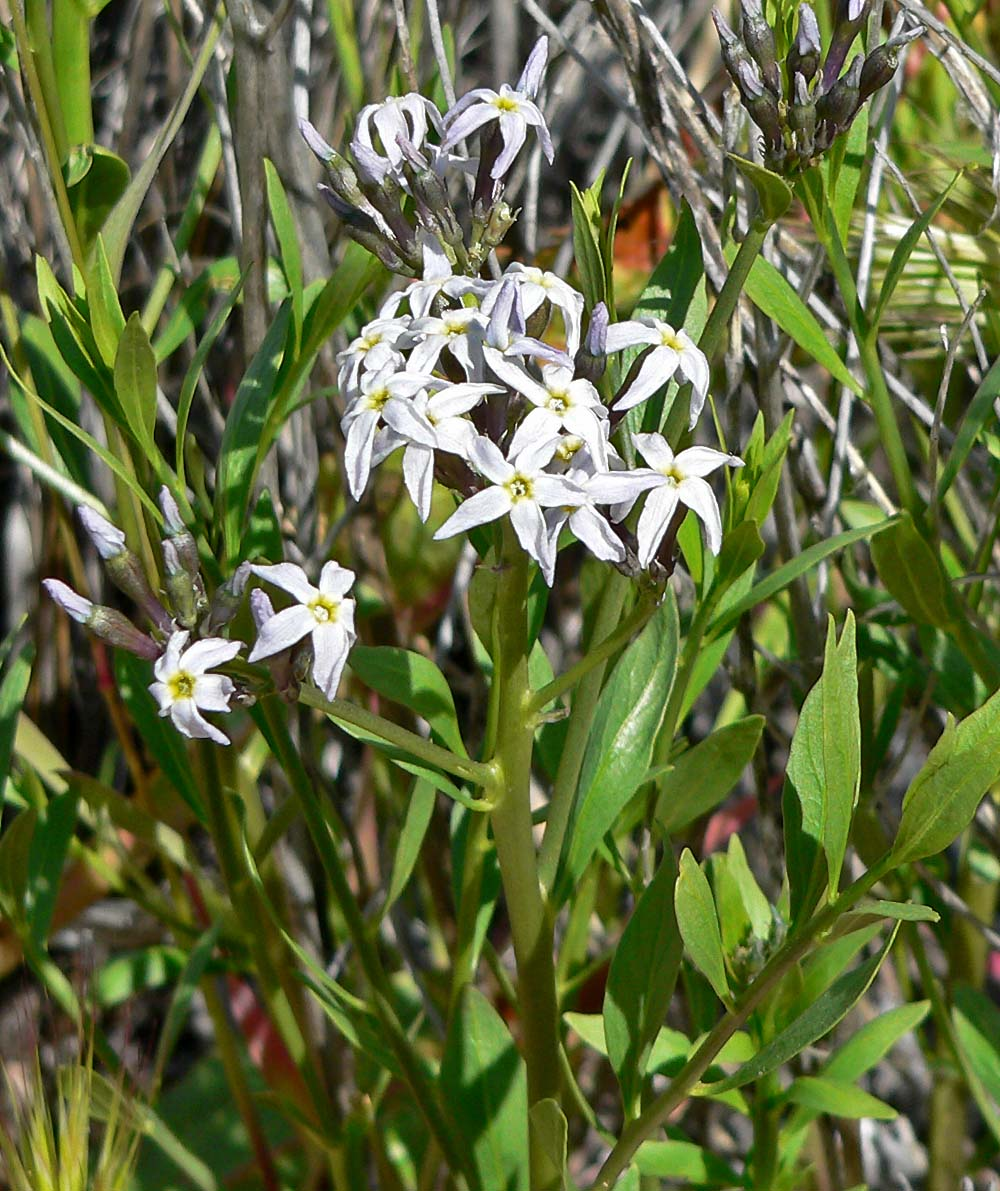
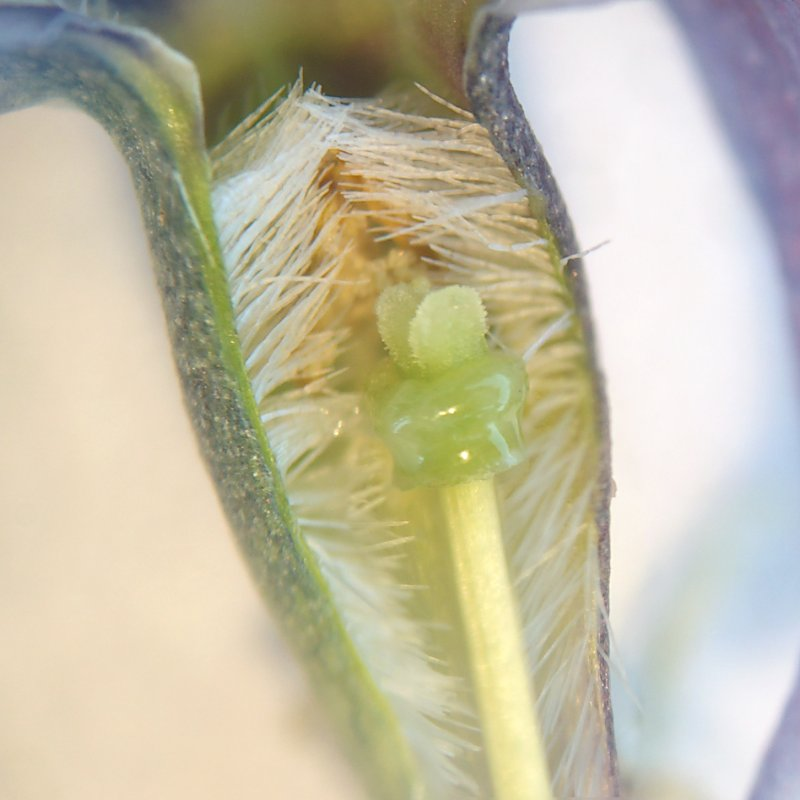